# Quinto Séxtio
Quinto Séxtio o Velho (em latim: Quinti Sextii Patris - c. 70 a.C.) foi um filósofo da Roma Antiga, cujas idéias combinavam o pitagorismo com o estoicismo. Suas pregações eram frequentemente celebradas por Sêneca.
Sêneca apreciava muito um dos trabalhos de Séxtio, cujo título ele não cita, mas que elogiava, como escrito de grande poder:

"Vós, deuses, em que força e espírito a pessoa haure! Este não é o caso com todos os filósofos; homens há alguns de ilustre nome, cujos escritos são secos. Eles impõem regras, eles questionam, e eles sofismam; eles não infundem espírito simplesmente porque eles não têm qualquer espírito. Mas quando você ler Séxtio, você dirá: "Ele está vivo; ele é forte; ele é livre; ele é mais que um homem; ele me enche de poderosa confiança antes que eu feche seu livro." Eu confessarei a você o estado da alma que senti quando li seus trabalhos: Eu queria enfrentar qualquer perigo; eu quero clamar: "Por que me deixas esperando, oh Fortuna? Entre na arena! Veja, eu estou pronto para ti!"
Sêneca descreve Séxtio como um estoico, mas também menciona que o próprio Séxtio negava isto. Em outra passagem, ele conta que Séxtio, embora tendo nascido de uma ilustre família, havia recusado o cargo de senador, oferecido por Júlio César; que ele submetia-se a uma auto-análise escrupulosa diariamente; e que ele se abstinha de qualquer comida animal, mas por motivos diferentes daqueles lecionados por Pitágoras:

"Séxtio acreditava que o homem tinha bastante alimentos para ter de recorrer ao sangue, e que um hábito de crueldade é formado sempre que a morte de animais é praticada para o prazer."
Séxtio tentara fundar uma escola filosófica que combinava algumas características dos pitagóricos com outras do estoicismo; e, por conseguinte, foi classificado como tal, ou como de outras correntes. Sêneca escreveu (por volta de 65) que a escola estava extinta.
Em, Sobre a Ira, Sêneca diz: 
"Algumas pessoas iradas, como Séxtio observa, foram beneficiadas olhando para o espelho: elas foram atingidas por uma alteração tão grande em sua própria aparência: elas foram, por assim dizer, trazidas à sua própria presença e não se reconheceram: mas quão pequena parte da verdadeira deformidade da ira aquela imagem refletida no espelho se reproduzia" 
Uma "Xystus Pythagoricus philosophus" é citada na versão de Jerónimo de Estridão para a Crônica de Eusébio. Também é mencionado por Plutarco, e por Plínio, o Velho. por vezes os escritos chamados "Sentenças de Sexto" foram (na versão original) escritos por Séxtio. 
A ele [[Horácio dedicou uma de suas odes: 
(...) Oh, feliz Séxtio! O pequeno lapso total da vida nos proíbe que tenhamos grandes expectativas. Agora virá a escuridão, e os fantasmas irreais, e a sombria mansão de Plutão te oprime; onde, quanto tu terás chegado, não decidirás o domínio nem pela garrafa nem pelos dados, nem admirarás o tenro Lycidas, por quem agora se inflama a mocidade, e por quem as moças ficam mornas.